# Hans Fechter
Hans Fechter (* 26. Mai 1885 in Elbing; † 4. Juli 1955 in Berlin) war ein deutscher Marineoffizier, während des Ersten Weltkriegs Leitender Ingenieur auf U 35, dem erfolgreichsten U-Boot der Seekriegsgeschichte und der erste deutsche Marineingenieur-Offizier überhaupt, der den Rang eines Admirals erreichte.

## Leben
Hans Fechter wurde als Sohn einer alteingesessenen Bürger- und Handwerkerfamilie geboren. Sein Vater war ein Holzhändler und die Familie betätigte sich unternehmerisch sowohl im Bau- als auch im Schiffbaugewerbe. So hatte der Urgroßvater 1806 eine Werft gegründet. Des Weiteren waren auch viele Verwandte des jungen Hans Fechter Seeleute. Sein älterer Bruder war der Theaterkritiker und Redakteur Paul Fechter.
Durch ein Brandunglück geriet der Vater 1898 in eine finanzielle Krise und die Familie musste nach Osterode am Harz übersiedeln. Nach dem frühen Tod des Vaters musste Fechter die schulische Ausbildung abbrechen und nach Elbing zurückkehren, wo er durch Vermittlung eines Onkels eine Lehre als Schlosser bei der Werft F. Schichau begann. Im Rahmen seiner Ausbildung hatte Fechter seine ersten Kontakte zur Kaiserlichen Marine, da auf der Ausbildungswerft auch Torpedoboote gebaut wurden.
Nach Abschluss seiner Lehre trat Fechter am 1. Oktober 1905 als Marineingenieuranwärter in Wilhelmshaven in die Kaiserliche Marine ein.
Stationen seiner siebenjährigen Ausbildung zum Marineingenieur waren:
- Grundausbildung – 1. Oktober 1905 bis 31. März 1906
- Linienschiff Kaiser Wilhelm der Große – 1. April 1906 bis 15. Oktober 1906
- Torpedoboot S 122 – 16. Oktober 1906 bis 15. Dezember 1906
- Lehrgang zur Torpedowaffe – 16. Dezember 1906 bis 25. März 1907
- Torpedoboot G 134 – 26. März 1907 bis 3. April 1907
- Linienschiff Kaiser Barbarossa – 4. April 1907 bis 13. August 1908
- Ingenieur- und Deckoffizierschule – 14. August 1908 bis 12. September 1909
- Torpedoboot G 170 – 13. September 1909 bis 9. September 1910
- Linienschiff Pommern – 10. September 1910 bis 30. September 1912
- Ingenieur- und Deckoffizierschule – 1. Oktober 1912 bis 30. September 1913.

Die Beförderung zum Marineingenieur im Range eines Leutnants zur See erfolgte am 30. Oktober 1913, worauf eine 10-monatige U-Boot-Ausbildung folgte. Im August 1914 diente Fechter zwei Wochen auf dem Linienschiff Wittelsbach. Am 17. August wurde er zur U-Boot-Waffe versetzt.
Nach Kriegsbeginn war Fechter zwischen dem 3. November 1914 und dem 18. Januar 1917 der Leitende Ingenieur von U 35. Als Leitender Ingenieur war er an den Erfolgen des Bootes maßgeblich beteiligt.
In der hierarchischen Struktur der Kaiserlichen Marine standen allerdings die technisch ausgebildeten Ingenieur-Offiziere weit unter den See-Offizieren, obwohl diese meist schlechter ausgebildet waren. See-Offiziere erreichten oft Rang und Anerkennung lediglich durch ihre Laufbahn. Ingenieur-Offiziere konnten Anerkennung häufig nur durch überdurchschnittliche Leistungen erringen. Trotzdem wurde Fechter mit dem Ritterkreuz des Königlichen Hausordens von Hohenzollern mit Schwertern ausgezeichnet. Fechter und Marineoberingenieur Paul Rhinow von U 57 waren die einzigen Ingenieur-Offiziere im Ersten Weltkrieg, die mit einem derartig hohen Orden ausgezeichnet wurden.
Nach dem Einsatz auf U 35 war Fechter 1917 am Bau von U 107 und U 139 beteiligt. Im August 1917 war er auch Leitender Ingenieur auf U 107.
Als Kapitänleutnant Lothar von Arnauld de la Perière das Kommando von U 35 abgab und am 3. Dezember 1917 den U-Kreuzer U 139 übernahm, folgte ihm auch Fechter im Mai 1918. Die einzige Feindfahrt des U-Kreuzers wurde nach einer Kollision mit einem feindlichen Schiff und wegen der beginnenden Waffenstillstandsverhandlungen im November 1918 nach der Versenkung von fünf Handelsschiffen vorzeitig abgebrochen.
Nach dem Krieg wurde Fechter von der Reichsmarine übernommen und studierte an der Technischen Hochschule Charlottenburg. Er betätigte sich auch literarisch. So veröffentlichte er das Buch: In der Alarmkoje von U 35.
1925 wurde Fechter Leitender Ingenieur auf dem Leichten Kreuzer Emden, an dessen Bau und Erprobung er beratend beteiligt war. Anschließend wurde er Stabsingenieur und war Mitglied des Erprobungsausschusses für Schiffsneubauten. Nach der Beförderung zum Kapitän zur See (Ing.) war er Flotteningenieur in Kiel.
Fechters größte Leistung in der Zwischenkriegszeit war sicherlich, dass es zu einer formellen Gleichstellung der Ingenieur-Offiziere kam und dass er die technische Ausbildung der Marine reformierte. Fechter musste seine Ideen mühsam gegen die Vorbehalte der konservativen Marineleitung unter Erich Raeder durchsetzen.
Am 1. Oktober 1935 wurde er zum Konteradmiral (Ing.) befördert und übernahm die Leitung der von ihm initiierten Schiffsmaschinen-Inspektion in Wilhelmshaven. 1937 folgte eine Beförderung zum Vizeadmiral (Ing.). Am 31. Dezember 1939 ging Hans Fechter im Range eines Admirals (Ing.) in den Ruhestand. Fechter war der erste deutsche Ingenieur-Offizier, der diesen Rang erreichte. Im Zweiten Weltkrieg arbeitete er für den Stinnes-Konzern in Berlin.
Nach Kriegsende 1945 betätigte sich Fechter erneut literarisch. Er beschäftigte sich mit den Beziehungen zwischen Christentum und moderner Technik, schrieb unter dem Pseudonym Hans Christoph einen grotesken Zukunftsroman und seine Memoiren.
Nach langer schwerer Krankheit starb Hans Fechter am 4. Juli 1955 in Berlin.

## Dienstgrade
| Kaiserliche Marine - Marineingenieuranwärter – 1. Oktober 1905 - Marineingenieuroberanwärter – 1. April 1906 - Marineingenieurapplikant – 1. Oktober 1906 - Marineingenieuraspirant – 1. Oktober 1909 - Marineingenieuroberaspirant – 1. Oktober 1912 - Marineingenieur – 30. Oktober 1912 - Marineoberingenieur – 17. Oktober 1915 | Reichs- und Kriegsmarine - Kapitänleutnant (Ing.) – 1. April 1921 - Korvettenkapitän (Ing.) – 1. Mai 1925 - Fregattenkapitän (Ing.) – 1. Oktober 1929 - Kapitän zur See (Ing.) – 1. Juni 1931 - Konteradmiral (Ing.) – 1. Oktober 1935 - Vizeadmiral (Ing.) – 1. November 1937 - Admiral (Ing.) – 31. Dezember 1939 |

## Auszeichnungen
- Ritterkreuz des Königlichen Hausordens von Hohenzollern mit Schwertern[1]
- Eisernes Kreuz (1914) II. und I. Klasse[1]
- U-Boot-Kriegsabzeichen (1918)[1]
- Silberne Liakat-Medaille[1]
- Eiserner Halbmond[1]
- Wehrmacht-Dienstauszeichnung IV. bis I. Klasse